# Бен-Башат, Ицхак
Ицхак Бен-Башат (ивр. יצחק בן בשט‎, 15 декабря 1979, Халамиш — 12 декабря 2023, Шуджаийя, сектор Газа) — офицер Армии обороны Израиля (ЦАХАЛ) в звании полковника. Он служил командиром бригады «Ифтах», командиром бригады «Паран», командиром группы в тактическом командном колледже и командиром разведывательного батальона «Голани».
12 декабря 2023 года в боях войны в Газе 2023 года он был убит. Наряду с Асафом Хамами, Рои Леви и Йонатаном Штейнбергом, он является одним из самых высокопоставленных офицеров ЦАХАЛа, погибших в этой войне.

## Биография
Бен-Башат вырос в Неве-Цуфе. Он записался в ЦАХАЛ, был направлен в бригаду «Голани» и принят в подразделение «Эгоз». Прошёл подготовку бойца, окончил курсы командиров пехоты, курсы пехотных офицеров. После окончания курса он вернулся в отряд «Эгоз» и был назначен командиром группы. Позже он служил командиром роты обеспечения в 51-м батальоне. Впоследствии служил в отряде Сайерет Шальдаг и занимал ряд командных должностей. Затем он был назначен заместителем командира подразделения «Эгоз» и служил в этой должности во время операции «Несокрушимая скала». В ходе операции он временно заменил командира подразделения Йонатана Рома после его ранения.
В январе 2015 года ему было присвоено звание полковника и он был назначен командиром разведывательного батальона Голани, и эту должность он занимал до 22 июня 2016 года. После этого с 2016 по 2018 год он служил командиром группы в Тактическом командном колледже. 22 августа 2018 года ему присвоено звание подполковника и он был назначен командиром бригады Саги. Во время его пребывания в должности, 28 ноября 2018 года, бригада была расформирована и заменена под его командованием бригадой Паран. Он занимал эту должность до 18 августа 2020 года. Впоследствии он был назначен командиром группы на курсах командиров рот и батальонов с 2020 по 2021 год. 8 августа 2021 года он был назначен командиром бригады «Ифтах» и занимал эту должность до сентября 2023 года.
Ицхак Бен-Башат пал в бою в битве при Шуджайе в городе Газа на востоке сектора Газа вместе с восемью другими израильскими солдатами.

### Личная жизнь
Ицхак был женат на Адаре и был отцом четверых детей. Проживал в Неве-Цуфе.